# Rivolta Femminile
Rivolta Femminile (Revolta de les dones) és un dels primers grups de feministes italianes fundat a Roma l'any 1970 per Carla Lonzi, Carla Accardi i Elvira Banotti. També es refereix al manifest que crearen i penjaren al carrer el juliol del 1970. I també Rivolta Femminile és el nom d'una editorial fundada l'any 1970 a Milà per Carla Lonzi.

## El grupRivolta Femminile
Un dels primers grups feministes italians nasqué de la trobada a Roma de tres dones: Carla Accardi, Elvira Banotti i Carla Lonzi. A la primavera del 1970, els seus continuats intercanvis intel·lectuals les dugueren a formar el col·lectiu Rivolta Femminile, seguit de la publicació, el juliol del 1970, del Manifest Rivolta Femminile. El grup presenta una reflexió avantguardista sobre dues nocions: la necessitat de la independència i l'autoconsciència. El primer subratlla el caràcter distintiu del Manifest: comunicació només entre dones. El segon fa referència a l'autonomia aconseguida en l'àmbit privat i públic, a les relacions entre dones, a l'escolta de les seues experiències personals quotidianes, inclòs l'àmbit personal i íntim. En el mateix període es formaren a la península Itàlica altres grups feministes, com ara Anabasi i Demau. A diferència d'aquests, el grup Rivolta Femminile es mantingué allunyat dels moviments polítics d'esquerra i dels moviments juvenils directament relacionats amb el 1968. En moltes ciutats com Gènova, Florència, i Torí, es formen petits grups de Rivolta Femminile. És una experiència també per la importància de l'escriptura i la producció de molts escrits publicats per la seua pròpia editorial,  anomenada Rivolta Femminile. Aquesta activitat garanteix la llibertat total d'expressió i de creació i la independència econòmica.

## El ManifestRivolta Femminile
El cartell del manifest s'enganxà a les parets de Roma el juliol del 1970 i immediatament després a Milà. També es distribuïren exemplars en forma de fulletó. Aquest és l'acte fundacional d'un dels primers col·lectius feministes italians. Es tracta d'una llista de 65 punts precedida d'una cita d'Olympe de Gouges i que cobreix tots els temes d'anàlisi que el feminisme havia de fer seus: l'acreditació i l'orgull de la diferència versus la reivindicació d'igualtat, el rebuig a la complementarietat de la dona en qualsevol àmbit de la vida, la crítica al matrimoni, el reconeixement del treball femení com a treball productiu i, en acabant, la centralitat del cos i la reivindicació d'una sexualitat subjectiva alliberada de les demandes masculines. El manifest es dirigeix a les dones i les insta a alliberar-se de la cultura patriarcal no sols en l'àmbit familiar, sinó també en el polític i de partit.
La necessitat de perseguir els principis de la independència i l'autoconsciència es reitera el març del 1977 en el segon manifest, el Manifest Rivolta - Io dice io, editat com a introducció al recull d'escrits de Marta Lonzi, Anna Jaquinta i Carla. El col·lectiu es torna a enfrontar a la cultura masculina, però sobretot a les actituds ambigües de les dones que, tot i formar part del moviment, no arriben a abraçar els canvis desitjats i expressats pel feminisme.

## L'editorial
El 1970, es funda a Milà la primera editorial feminista italiana, Scritti di Rivolta Femminile. Els primers textos de Rivolta Femminile aparegueren en format de petits llibrets verds en la sèrie Libretti verdi di Rivoltas. Són textos que sorgeixen de la pràctica de l'autoconeixement. Una segona col·lecció, Prototipi, publica assaigs sobre la cultura masculina. L'editorial segueix en funcionament l'any 2018.

### Quaderns verds
Són llibrets petits (17x12 cm) amb coberta verda, lletres negres i el logotip del col·lectiu a la part inferior. Han generat molt d'interés pels seus títols a vegades explosius.
- 1970, Escopim a Hegel de Carla Lonzi. Reimpressions: 1974, 1978, 1982 i 2013 (portada del 1970)
- 1971, La dona del clítoris i la dona vaginal de Carla Lonzi.[10] Reimpressions: 1974, 1978, 1982 (portada del 1971)
- 1971, Sexualitat femenina i avortament
- 1971, Absència de dones en els moments festius de la manifestació creativa masculina de Carla Lonzi.[11]
- 1972, Amunt i avall: converses entre escolares, editat per Carla Accardi[12] (Portada).
- 1972, Significat de l'autoconsciència en grups feministes de Carla Lonzi.[13]
- 1973, A Shy Girl de Tuuli Tarina (portada).
- 1975, Self-Consciousness d'Alice Martinelli (portada).
- 1975, El camí més llarg de Maria Grazia. Reimpressions: 1976 (coberta del 1975).
- 1977, Ja és política de Maria Grazia Chinese, Carla Lonzi, Marta Lonzi, Anna Jaquinta (Portada).
- 1978, La presència de l'home en el feminisme de Marta Lonzi, Carla Lonzi, Anna Jaquinta (Portada).
- 1978, Calla, parla de debò. Diari d'una feminista de Carla Lonzi. Reimpressions: 2010 (coberta del 1978).

### Prototip
- 1980, Endavant: diàleg amb Pietro Consagra de Carla Lonzi. Reimpressions: 2011 (coberta del 1980).
- 1982, The Architect Beside Himself de Marta Lonzi (Portada).
- 1985, Scacco raonat: poemes del 58 al 63 de Carla Lonzi (Portada).
- 1990, Vida de Carla Lonzi de Marta Lonzi, Anna Jaquinta.
- 1992, Armande soc jo! , de Carla Lonzi, publicat pòstumament per Marta Lonzi, Angela De Carlo, Maria Delfino.
- 1998, Diana: Una feminista al Palau de Buckingham de Marta Lonzi.